# Camerunia orphne
Camerunia orphne är en fjärilsart som beskrevs av William Schaus 1893. Camerunia orphne ingår i släktet Camerunia och familjen Eupterotidae. Inga underarter finns listade i Catalogue of Life.